# Michelle Potter
 (juin 2022).
La mise en forme du texte ne suit pas les recommandations de Wikipédia : il faut le « wikifier ».
Les points d'amélioration suivants sont les cas les plus fréquents. Le détail des points à revoir est peut-être précisé sur la page de discussion.
- Les titres sont pré-formatés par le logiciel. Ils ne sont ni en capitales, ni en gras.
- Le texte ne doit pas être écrit en capitales (les noms de famille non plus), ni en gras, ni en italique, ni en « petit »…
- Le gras n'est utilisé que pour surligner le titre de l'article dans l'introduction, une seule fois.
- L'italique est rarement utilisé : mots en langue étrangère, titres d'œuvres, noms de bateaux, etc.
- Les citations ne sont pas en italique mais en corps de texte normal. Elles sont entourées par des guillemets français : « et ».
- Les listes à puces sont à éviter, des paragraphes rédigés étant largement préférés. Les tableaux sont à réserver à la présentation de données structurées (résultats, etc.).
- Les appels de note de bas de page (petits chiffres en exposant, introduits par l'outil «  Source ») sont à placer entre la fin de phrase et le point final[comme ça].
- Les liens internes (vers d'autres articles de Wikipédia) sont à choisir avec parcimonie. Créez des liens vers des articles approfondissant le sujet. Les termes génériques sans rapport avec le sujet sont à éviter, ainsi que les répétitions de liens vers un même terme.
- Les liens externes sont à placer uniquement dans une section « Liens externes », à la fin de l'article. Ces liens sont à choisir avec parcimonie suivant les règles définies. Si un lien sert de source à l'article, son insertion dans le texte est à faire par les notes de bas de page.
- La présentation des références doit suivre les conventions bibliographiques. Il est recommandé d'utiliser les modèles {{Ouvrage}}, {{Chapitre}}, {{Article}}, {{Lien web}} et/ou {{Bibliographie}}. Le mode d'édition visuel peut mettre en forme automatiquement les références.
- Insérer une infobox (cadre d'informations à droite) n'est pas obligatoire pour parachever la mise en page.

Pour une aide détaillée, merci de consulter Aide:Wikification.
Si vous pensez que ces points ont été résolus, vous pouvez retirer ce bandeau et améliorer la mise en forme d'un autre article.
Pour les articles homonymes, voir Potter.
Michelle Potter (née le 18 novembre 1944) est une écrivaine australienne de danse, critique, archiviste et conservatrice de documents historiques. Ses recherches et ses écrits se sont concentrés sur l'histoire de la danse australienne, mais ne se sont pas limités à celle-ci. Elle est reconnue internationalement pour l'étendue de ses connaissances et de son expertise.

## Biographie
Née à Sydney, Michelle Anne Potter s'intéresse à la danse dans sa jeunesse, après avoir vu un spectacle du Borovansky Ballet. Elle commence sa formation en danse avec Joan et Monica Halliday dans sa ville natale, puis poursuit ses études avec la danseuse et professeur de jazz Ronne Arnold (en) et Valrene Tweedie, une pionnière en Australie de la méthode Cecchetti de formation en ballet. Elle étudie également les techniques d'interprétation et de théâtre à la Mina Shelley School of the Theatre de Sydney, une école bien connue pour les interprètes professionnels. Devenue une danseuse accomplie à l'âge de 15 ans, elle décide de se lancer tôt dans sa carrière théâtrale.

## Danseuse et chorégraphe
Michelle Anne Potter commence sa carrière professionnelle en 1959 en jouant dans Aladdin une pantomime de Noël dirigée par Maurice Sullivan et Mina Shelley, et continue à travailler dans les spectacles Sullivan-Shelley pendant les années suivantes. Au milieu des années 1960, elle travaille avec l'ensemble chorégraphique de Valrene Tweedie, Ballet Australia, se produisant à la fois dans des productions à grande échelle et dans des ateliers chorégraphiques.
Dans les années 1970 et 1980, après avoir obtenu un baccalauréat avec mention en anthropologie sociale et obtenu un diplôme en éducation de l'Université de Sydney, Michelle Anne Potter déménage à Canberra et donne des cours de technique de ballet et de mouvement créatif à Janet Karin et Bryan Lawrence à la National Capital Ballet School. Au cours de ces années, elle s'essaie à la chorégraphie, créant Court Serenade (1975), sur une musique de Léo Delibes pour le National Capital Dancers, Orphée et Eurydice (1977), sur une musique de Gluck, pour l'Opéra de Canberra et Morning Prayer (1978), pour l'église St James à Sydney. Elle apparait également dans plusieurs productions des National Capital Dancers, dont Casse-Noisette et Giselle.

## Historienne de la danse et cinéaste
Dans les années 1980, Michelle Anne Potter retourne à l'université et obtient un deuxième diplôme de premier cycle avec mention en histoire de l'art, puis un doctorat en histoire de l'art et histoire de la danse à l'Université nationale australienne. Elle est boursière Esso en arts du spectacle de la Bibliothèque nationale d'Australie entre 1988 et 1990 et boursière Janet Wilkie Memorial de l'Université nationale australienne en 1989, ce qui lui permet d'étudier à New York. Au fil des ans, ses recherches portent sur l'histoire des Ballets Russes du colonel de Basil en Australie, avec un accent particulier sur les concepteurs de décors et de costumes jusqu'à des maîtres contemporains tels que Merce Cunningham, dont le travail avec John Cage, Robert Rauschenberg et Jasper Johns fait l'objet de sa thèse de doctorat. Elle fait également des études intensives sur Robert Helpmann et sur Pina Bausch.
En 1996, elle organise l'exposition de la Bibliothèque nationale d'Australie intitulée Dance People Dance, qui peut ensuite partir en tournée en Australie grâce à la subvention Visions of Australia jusqu'en 1999. Entre 1997 et 2001, Michelle Anne Potter est le manager de Keep Dancing! projet à la National Film and Sound Archive. Dans le cadre de ce projet, elle a coscénarisé, recherché et produit deux documentaires vidéo et un film :
- 1999. Une avalanche de danse : Les Ballets russes en Australie, 1936-1940 . Un documentaire s'appuyant sur des images d'archives des tournées des Ballets russes en Australie tournées par le Dr Joseph Ringland Anderson et le Dr Ewan Murray Will entre 1936 et 1940.
- 2001. Boro's Ballet: The Making of an Australian Ballet, 1939-1961 . Raconte l'histoire du coloré tchéco-australien Edouard Borovansky et de son rêve de créer une compagnie de ballet australienne.
- 2002. Le ballet australien : acte d'ouverture, 1962-1972 . Documente les débuts de l'Australian Ballet, ses premières étoiles et ses artistes invités bien connus, dont Margot Fonteyn et Rudolf Noureev.

## Auteure et critique de danse
Michelle Anne Potter écrit sur la danse depuis 1990. Ses articles et critiques ont été publiés dans une gamme de revues, magazines, programmes et journaux en Australie, aux États-Unis, au Royaume-Uni et en Allemagne. Parmi eux figurent The Australian (Sydney), Ballet News (Melbourne), Brolga : An Australian Journal about Dance (Canberra), Choreography and Dance : An International Journal (Londres), Dance Australia (Sydney), Dance Chronicle : Studies in Dance and the Related Arts (New York), Dance Research: The Journal of the Society for Dance Research (Édimbourg), Dancing Times (Londres) et Jahresmittlungen van Tanzplan Deutschland (Berlin).
Ses écrits ont également été publiés sous forme de chapitres dans de nombreuses anthologies et catalogues, notamment ceux liés aux Ballets russes publiés par la National Gallery of Australia. Elle est l'unique auteure de six livres :
- 1991. A Full House: The Esso Guide to the Performing Arts Collections of the National Library of Australia . Avec une introduction de Robyn Archer. Canberra : Bibliothèque nationale d'Australie.
- 1997. Une passion pour la danse . Canberra : Bibliothèque nationale d'Australie. Comprend une discussion sur les danseurs Stephen Baynes, Maina Gielgud, Padma Menon, Paul Mercurio, Graeme Murphy, Gideon Obarzanek, Stephen Page, Meryl Tankard, Natalie Weir et Stanton Welch.
- 2002. Un livre de collection sur la danse australienne . Canberra : Bibliothèque nationale d'Australie. Un album de photographies de danse de la Dance Collection de la Bibliothèque nationale d'Australie, avec un essai d'introduction sur la nature de la photographie de danse.
- 2012. Meryl Tankard : une voix originale . Canberra: écriture et recherche sur la danse. Une biographie d'un metteur en scène et chorégraphe dont les œuvres théâtrales ont transcendé les frontières de la danse, du théâtre et des arts visuels.
- 2014. Dame Maggie Scott : Une vie en danse . Avec une préface de Graeme Murphy. Melbourne : société d'édition de textes. Une biographie de Margaret Scott, l'une des figures les plus influentes et les plus aimées de l'histoire de la danse australienne.
- 2020. Kristian Fredrikson. Designer . Avec une préface de Maina Gielgud. Melbourne : Livres de Melbourne. Une biographie d'un designer né en Nouvelle-Zélande pour la danse, l'opéra, le théâtre, le cinéma et la télévision avec une liste de ses œuvres réalisées des années 1960 jusqu'à sa mort en 2005.

Elle est la fondatrice de deux médias notables destinés à la diffusion d'informations sur l'histoire de la danse et les performances actuelles. En 1994, elle a fondé Brolga: An Australian Journal about Dance et a continué à l'éditer jusqu'à la mi-2006. Quelques années plus tard, en 2009, elle a créé un site Web personnel afin de publier ses écrits et ses critiques.

## Conservatrice du matériel de danse
En 2002, Michelle Anne Potter a été nommé conservatrice inaugural de la danse à la Bibliothèque nationale d'Australie. Dans ce poste, elle a enregistré plus d'une centaine d'entretiens d'histoire orale avec d'éminents Australiens travaillant dans les arts. Elle faisait également partie de l'équipe originale de chercheurs du projet de recherche Ballets russes en Australie : notre révolution culturelle, un partenariat de collaboration de quatre ans entre l'Australian Ballet, l'Université d'Adélaïde et la Bibliothèque nationale d'Australie, qui a débuté en 2005.
En 2006, elle quitte la Bibliothèque nationale pour s'installer aux États-Unis et occupe un poste de conservatrice de la Jerome Robbins Dance Division de la New York Public Library for the Performing Arts au Lincoln Center, poste qu'elle a occupé jusqu'en 2008. Au cours de cette nomination, elle a co-organisé Invention: Merce Cunningham and Collaborators, une importante exposition rétrospective pour la New York Public Library en juin 2007.
Depuis son retour en Australie en 2008, elle travaille comme écrivaine et critique de danse indépendant.

## Récompenses
Michelle Anne Potter est récipiendaire de deux Australian Dance Awards : Outstanding Achievement in Dance on Film (2001) et Services to Dance (2003). Elle a partagé le prix de la réalisation en danse sur film avec Sally Jackson, avec qui elle avait collaboré au documentaire vidéo Boro's Ballet . Elle a également remporté un International Dance Day Award (1996), un Canberra Critics' Circle Award (1997) et deux Australian Cultural Studies Awards (1998 et 2000).

### Livres
- Potter, Michelle, A full house : the Esso guide to the performing arts collections of the National Library of Australia, Canberra, National Library of Australia, 1991
- Potter, Michelle, A passion for dance, Canberra, National Library of Australia, 1997
- Potter, Michelle, A collector's book of Australian dance, Canberra, National Library of Australia, 2002
- 2012. Meryl Tankard: An Original Voice. Canberra: Dance Writing and Research.
- 2014. Dame Maggie Scott: A Life in Dance. With a foreword by Graeme Murphy. Melbourne: Text Publishing Company.
- 2020. Kristian Fredrikson. Designer. With a foreword by Maina Gielgud. Melbourne: Melbourne Books

### Essais et reportages
- Potter, Michelle, « Giving a voice to dance », National Library of Australia News, vol. XII, no 1,‎ octobre 2001, p. 14–16
- Potter, Michelle, « Lifeblood : Don Asker and the Human Veins Dance Theatre », National Library of Australia News, vol. XII, no 6,‎ mars 2002, p. 12–15
- Potter, Michelle, « Oceanic accomplishments in choreography », The National Library Magazine, vol. 2, no 4,‎ décembre 2010, p. 18–22[13]